# C' Chartres Métropole Basket Masculin
Cet article traite du club masculin. Pour le club féminin, voir C' Chartres basket féminin.
Maillots
Actualités
Dernière mise à jour : 26 juillet 2024.
Le C' Chartres basket masculin est un club français de basket-ball. Il est basé dans la ville de Chartres en Eure-et-Loir. Le club évolue au Colisée, une salle d'une capacité de 4 186 places assises. Le club évolue en deuxième division du championnat de France.
Fondé en 1998 sous le nom d'« Union Basket Grand Chartres », à la suite de la fusion de trois clubs importants localement, le club monte immédiatement en National 3. Après un maintien durant deux ans, le club est relégué en régional en 2003. L'année suivante, l'entité est renommée « UB Chartres Métropole ». L'UBCM remonte tout de suite en N3 où elle améliore son classement chaque saison, jusqu'à connaître deux montées successives en 2010 puis 2011 et se retrouver en National 1. Le club plafonne alors et doit deux de ses maintiens à des faits extérieurs lors des trois premières saisons. En 2018, au terme du septième exercice dans l'antichambre du professionnalisme français, l'UBCM accède en Pro B. Le club est alors renommé « C' Chartres basket masculin ».
Le meilleur résultat du club est son succès lors des play-offs de Nationale 1 2017-2018. En Coupe de France, il atteint les 16es de finale en 2021-2022. Le club chartrain est présidé par Anthony Hermeline depuis 2017 et l'équipe fanion entraînée par Moatassim Rhennam depuis 2022.

## Histoire

### Les débuts (1998-2004)
Dans les années 1990, l'agglomération chartraine souhaite voir un « grand » club de basket-ball en son sein. La Jeanne d'Arc de Chartres compte de nombreuses saisons en Nationale 3 mais est sur la pente descendante avec une relégation en Régionale 1. Les instances chartraines du basket mettent en place une fusion de plusieurs clubs. En 1998, la JA Chartres, le SCL Barjouville et le CS Mainvilliers trouvent un consensus et s'unissent sous le nom d'« Union Basket Grand Chartres ». Le premier Président est Jean-Pierre Gouyer. Le but est de réunir les meilleurs joueurs de ces clubs pour évoluer à un haut niveau.
Au terme de la première saison 1998-1999, le nouveau club est récompensé par une montée en Nationale 3. Après avoir frôlé la montée en N2 en 1999-2000 avec une seconde place, l'UBGC est relégué en R1 à l'issue de la saison 2001-2002.
En 2004, sous la nouvelle présidence de Jean-Léon Piat, le SCL Barjouville quitte l'UBCG, qui devient l'« Union Basket Chartres Métropole ».

### La N3 puis deux montées consécutives (2004-2011)
En 2004-2005, l'UBCM accède à la Nationale 3, dès la première saison sous son nouveau nom.
Durant cinq saisons, l'UBCM fait chaque fois mieux en N3 : 5e en 2005-2006 puis 3e, 2e et 1er ex-aequo (panier avérage défavorable) en 2008-2009. Pour l'exercice suivant, les Chartrains terminent seuls premiers et sont promus en Nationale 2 à l'été 2010.

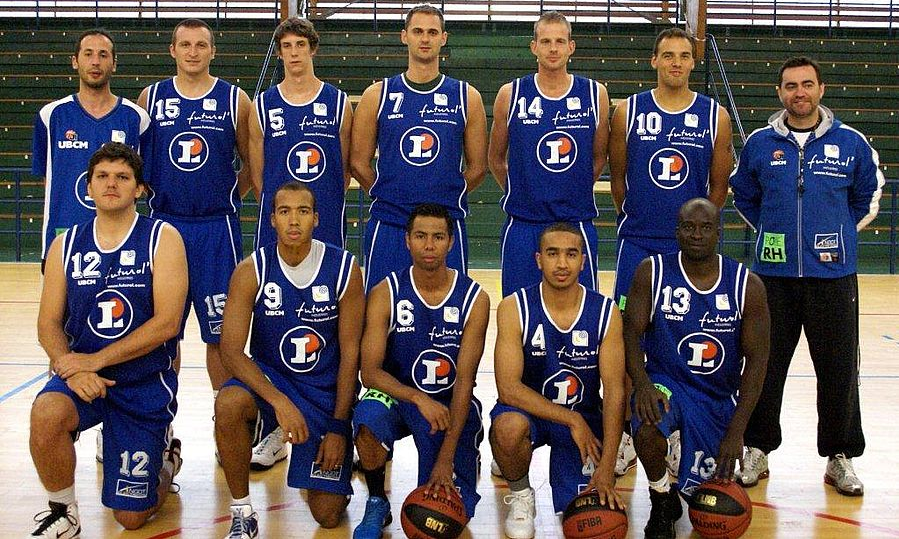
L'UBCM version 2010-2011.

Au terme d'une bonne saison 2010-2011, l'équipe joue les barrages d'accession à la Nationale 1. Pour franchir cette ultime étape vers le professionnalisme, les Chartrains doivent sortir au meilleur des trois matchs contre le second de l'autre poule, le BC Gries-Oberhoffen. Les Chartrains s'inclinent lors de la première rencontre (95-86) mais reçoivent les deux suivantes. Devant 1 300 supporters, le match est serré mais les locaux s'en sortent (72-62). Deux jours plus tard, les Chartrains font la course en tête avec un confortable écart et la libération survient (72-61). L'UBCM ne reste donc qu'une saison en N2, parvenant à réaliser deux montées consécutives,. Dans le final-four pour le titre, Chartres est stoppé en demi-finale par Cognac (78-86).

### Maintien en N1 puis Pro B (2011-2018)

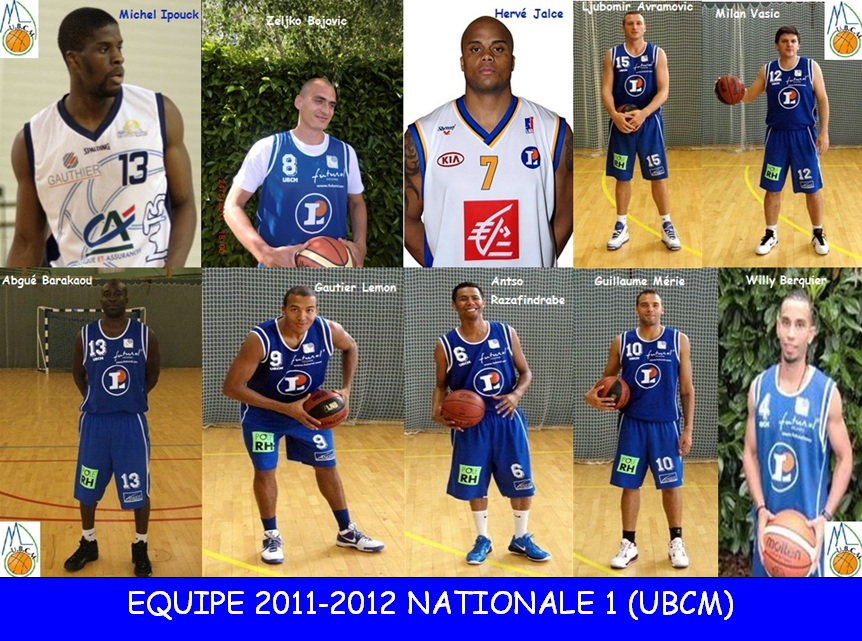
Les joueurs de la saison 2011-2012.

Lors de sa la saison 2011-2012, sa première en Nationale 1, l'UB Chartres Métropole termine quatorzième et premier relégué mais le club est repêché à la suite de la liquidation judiciaire de l'Étendard de Brest et continue à évoluer en N1,.

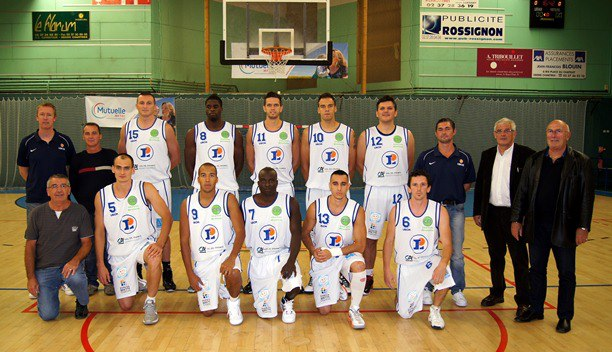
Équipe lors de la saison 2012-2013.

Durant la saison 2012-2013, l'UBCM a deux équipes au niveau national (Nationale 1 et Nationale 3), grâce au titre de Pré-Nationale remporté par l'équipe réserve. Raphaël Gaume prend la direction de l'équipe fanion. L'objectif est, à moyen terme, de monter en Pro B. L'UBCM finit onzième avec autant de victoires que de défaites (17) en 34 matchs et se donne le droit de vivre une troisième saison en N1.
Pour l'exercice 2013-2014, le club effectue un remaniement important de l'équipe et vise les play-offs. Mais, après trois saisons à lutter pour le maintien, l'UBCM finit par terminer dans la zone rouge, quatorzième et premier relégable. Trop de défaites à domicile et face aux concurrents directs précipite le club en Nationale 2. Mais le club du président Jean-Léon Piat récupère la place laissée libre après la fusion du Sorgues Basket Club et de l’ES Avignon. Pour la deuxième fois en trois saisons, l’UBCM est repêchée. L'UBCM n'est désormais plus en Union du fait de nouvelles réglementations fédérales.
Philippe Namyst est nommé comme nouvel entraîneur de l'UB Chartres pour une durée de deux ans. L'UB Chartres fait le ménage à l'intersaison en ne conservant que 20 % du groupe. Dans cette N1 2014-15, finir dans le Top 5 est loin d'être une gageure pour le 6e budget du championnat (900 000 €). Outre les victoires, le spectacle est aussi au rendez-vous et le public adhère. Les Chartrains finissent cinquième de la saison régulière à égalité de points avec le deuxième du classement. Lors des quarts-de-finale de play-offs, l'UBCM élimine le FC Mulhouse Basket (6e) en deux manches. Pour sa première participation aux play-offs de N1, les Chartrains décrochent leur billet pour le Final Four organisé par le Jeanne d'Arc de Vichy, qui les élimine lors de la demi-finale (85-67),.
Pour la saison 2015-2016, l'équipe est conservée à 70 %. La première partie de la saison est compliquée. La deuxième partie est meilleure mais, à la fin de la saison, l'équipe termine à la dixième place, à un point des play-offs mais à deux points de la relégation.
En 2016-2017, le groupe est renouvelé à 80 %, seuls les historiques Gautier Lemon (9e saison au club) et Damien Pistre (4e) sont conservés. La saison de Nationale 1 s'achève par une place en play-offs (9e), à la suite d'un retrait de point pour le BC Orchies, et une défaite en quart-de-finale contre Quimper.
Pour 2017-2018, le président de l'UB Chartres Jean-Léon Piat annonce « Cette saison, nous visons le top 5 minimum, pour les 20 ans de l'UB ». Le coach Lambert conserve l'ossature de l'équipe. Les joueurs emblématiques du club, Gautier Lemon et Damien Pistre, partent mais six poursuivent l'aventure. Au terme de la saison, l'équipe termine cinquième et ne croisent que des équipes moins bien classées en play-off. Les Chartrain éliminent d'abord le Brissac Aubance Basket en trois matchs en quart de finale, puis le SOM Boulogne-sur-Mer de la même manière en demie, avant de se défaire du CEP Lorient en deux rencontres et d'obtenir leur première montée en Pro B,.

### Aux portes du professionnalisme (depuis 2018)
Lors du championnat de Pro B 2018-2019, le C'Chartres possède le treizième budget et la quinzième masse salariale des dix-huit clubs de la division. Avec sept victoires en trente-quatre journées, le CCBM termine dernier et est relégué en N1.
Prenant part à la nouvelle formule de Nationale 1 2019-2020, Chartres remporte sa poule B en première phase et possède la meilleure différence de point des deux groupes confondus. Fin mars, Du'Vaughn Maxwell est élu meilleur joueur du championnat, meilleur étranger, meilleur défenseur, meilleur ailier fort et logiquement membre du 5 majeur. De même, Yann Siegwarth est reconnu meilleur joueur français, meilleur arrière et aussi dans l'équipe type. Sébastien Lambert est élu meilleur entraîneur.
En 2020-2021, l'équipe chartraine termine quatrième de la poule B en N1M. Les play-offs sont supprimés à cause de la pandémie de Covid-19, retirant à Chartres une possibilité de remonter en Pro B.
Lors des 32es de finale de la Coupe de France 2021-2022, le CCBM réalise la performance du tour en étant le seul club à vaincre un adversaire de deux divisions supérieures, Le Portel (Pro A, 75-74). Au tour suivant, la hiérarchie est respectée chez le Limoges CSP (101-62). En parallèle, le club est éliminé dès les huitièmes de finale de la troisième phase du Championnat de France de Nationale 1 par Cergy-Pontoise.
Deuxième de la première puis de la deuxième phase de N1M 2022-2023, Chartres est de nouveau éliminé dès les huitièmes de finale de la troisième phase, par Toulouse, dernier club qualifié du groupe B.
En 2023-2024, le CCBM termine deuxième de la saison régulière de Nationale 1,. En avril 2024, le club découvre sa nouvelle salle de 4 187 places en configuration basket, Le Colisée,. Éliminé dès les quarts-de-finale de la phase finale, Chartres est tout de même promu en Pro B, à la suite des disparations du Lille Métropole Basket et des Metropolitans 92, en deuxième division,.
Boulazac est champion de France de Pro B à l'occasion de la dernière journée du Championnat de France de basket-ball de deuxième division 2024-2025. Après un match étriqué face à Chartres qui aura tenu tête au leader, le Boulazac Basket Dordogne s'impose 91-82 et décroche donc le titre de Pro B, C'est le premier titre pour le BBD depuis son accession chez les professionnels en 2005,

## Résultats sportifs

### Titres et trophées
En 2009-2010, l'UBCM remporte sa poule Championnat de France Nationale 3 et termine second de play-offs. La saison suivante, il en est de même à l'échelon supérieur, la Nationale 2, avec une première place de groupe et une troisième place en play-off. Monté en Nationale 1, le club remporte les play-offs et est promu en Pro B.
En Coupe de France, le club ne passe jamais les 32e de finale, premier tour de la compétition.
| Compétitions nationales | Compétitions régionales                                      |
| --- | ------------------------------------------------------------ |
| - Coupe de France - Meilleure performance : 32e de finale - Nationale 1 (D3) - Vainqueur des playoffs en 2018 - Nationale 2 (D4) - 1er de la poule C, 3e des playoffs en 2011 - Nationale 3 (D5) - 1er de la poule F, 2e des playoffs en 2010 | - Pré Nationale Centre (D6) - 1er de son groupe en 2012 rés. |

### Bilan sportif
Parti en Régionale 1 en 1998, l'UB Grand Chartres obtient sa montée en Nationale 3 (cinquième division) dès la première saison 1998-1999. Elle y passe trois ans avant de redescendre en 2003. Devenu l'UBCM, la nouvelle entité monte à nouveau en N3 au terme du premier exercice et quitte définitivement le niveau régional. Après six saisons en N3, le club monte en Nationale 2 puis immédiatement en Nationale 1, ne passant qu'un an en quatrième division. S'ensuivent sept saisons au troisième échelon national avec deux maintiens dus à d'autres clubs puis une montée en Pro B en 2018.
| Championnat | Saisons | J   | V   | D   |
| ----------- | ------- | --- | --- | --- |
| Pro A       | 0       | -   | -   | -   |
| Pro B       | 1       | 34  | 7   | 27  |
| Nationale 1 | 7       | 238 | 127 | 111 |
| Nationale 2 | 1       | -   | -   | -   |
| Nationale 3 | 8       | -   | -   | -   |

| Bilan saison après saison de 1998 à 2019 | Bilan saison après saison de 1998 à 2019 | Bilan saison après saison de 1998 à 2019 | Bilan saison après saison de 1998 à 2019 | Bilan saison après saison de 1998 à 2019 | Bilan saison après saison de 1998 à 2019 | Bilan saison après saison de 1998 à 2019 | Bilan saison après saison de 1998 à 2019 | Bilan saison après saison de 1998 à 2019 | Bilan saison après saison de 1998 à 2019 | Bilan saison après saison de 1998 à 2019 | Bilan saison après saison de 1998 à 2019 | Bilan saison après saison de 1998 à 2019 |
| Saison                                   | Championnat                              | Championnat                              | Championnat                              | Championnat                              | Championnat                              | Championnat                              | Championnat                              | Championnat                              | Championnat                              | Championnat                              | Coupe de France                          | Entraîneur                               |
| Saison                                   | Niveau                                   | Classement                               | Pts                                      | J                                        | G                                        | P                                        | Pp                                       | Pc                                       | Diff                                     | Play-off                                 | Coupe de France                          | Entraîneur                               |
| UB Grand Chartres                        | UB Grand Chartres                        | UB Grand Chartres                        | UB Grand Chartres                        | UB Grand Chartres                        | UB Grand Chartres                        | UB Grand Chartres                        | UB Grand Chartres                        | UB Grand Chartres                        | UB Grand Chartres                        | UB Grand Chartres                        | UB Grand Chartres                        | UB Grand Chartres                        |
| ---------------------------------------- | ---------------------------------------- | ---------------------------------------- | ---------------------------------------- | ---------------------------------------- | ---------------------------------------- | ---------------------------------------- | ---------------------------------------- | ---------------------------------------- | ---------------------------------------- | ---------------------------------------- | ---------------------------------------- | ---------------------------------------- |
| 1998-1999                                | Régionale 1                              |                                          |                                          |                                          |                                          |                                          |                                          |                                          |                                          |                                          |                                          |                                          |
| 1999-2000                                | Nationale 3                              | 2e                                       |                                          |                                          |                                          |                                          |                                          |                                          |                                          |                                          |                                          |                                          |
| 2000-2001                                | Nationale 3                              |                                          |                                          |                                          |                                          |                                          |                                          |                                          |                                          |                                          |                                          |                                          |
| 2001-2002                                | Nationale 3                              |                                          |                                          |                                          |                                          |                                          |                                          |                                          |                                          |                                          |                                          | Zoran Durdevic                           |
| 2002-2003                                | Régionale 1                              |                                          |                                          |                                          |                                          |                                          |                                          |                                          |                                          |                                          |                                          | Zoran Durdevic                           |
| 2003-2004                                | Régionale 1                              | 3e                                       |                                          |                                          |                                          |                                          |                                          |                                          |                                          |                                          |                                          | Zoran Durdevic                           |
| UB Chartres Métropole                    |                                          |                                          |                                          |                                          |                                          |                                          |                                          |                                          |                                          |                                          |                                          |                                          |
| 2004-2005                                | Régionale 1                              |                                          |                                          |                                          |                                          |                                          |                                          |                                          |                                          |                                          |                                          | Zoran Durdevic                           |
| 2005-2006                                | Nationale 3                              | 5e                                       |                                          |                                          |                                          |                                          |                                          |                                          |                                          |                                          |                                          | Zoran Durdevic                           |
| 2006-2007                                | Nationale 3                              | 3e                                       |                                          |                                          |                                          |                                          |                                          |                                          |                                          |                                          |                                          | Zoran Durdevic                           |
| 2007-2008                                | Nationale 3                              | 2e                                       |                                          |                                          |                                          |                                          |                                          |                                          |                                          |                                          |                                          | Zoran Durdevic                           |
| 2008-2009                                | Nationale 3                              | 2e                                       |                                          |                                          |                                          |                                          |                                          |                                          |                                          |                                          |                                          | Zoran Durdevic                           |
| 2009-2010                                | Nationale 3 - Grp. F                     | 1er                                      |                                          |                                          |                                          |                                          |                                          |                                          |                                          | 2e                                       |                                          | Zoran Durdevic                           |
| 2010-2011                                | Nationale 2 - Grp. C                     | 1er                                      |                                          |                                          |                                          |                                          |                                          |                                          |                                          | 3e                                       |                                          | Zoran Durdevic                           |
| 2011-2012                                | Nationale 1                              | 14e/18                                   | 49 pts                                   | 34                                       | 15                                       | 19                                       | 2543                                     | 2576                                     | -33                                      | -                                        | 32e de finale                            | Zoran Durdevic                           |
| 2012-2013                                | Nationale 1                              | 11e/18                                   | 51 pts                                   | 34                                       | 17                                       | 17                                       | 2086                                     | 2053                                     | +33                                      | -                                        | 32e de finale                            | Raphaël Gaume                            |
| 2013-2014                                | Nationale 1                              | 14e/18                                   | 49 pts                                   | 34                                       | 15                                       | 19                                       | 2449                                     | 2431                                     | +18                                      | -                                        | 32e de finale                            | Raphaël Gaume                            |
| 2014-2015                                | Nationale 1                              | 5e/18                                    | 57 pts                                   | 34                                       | 23                                       | 11                                       | 2553                                     | 2331                                     | +222                                     | Demi-finales                             | 32e de finale                            | Philippe Namyst                          |
| 2015-2016                                | Nationale 1                              | 10e/18                                   | 51 pts                                   | 34                                       | 17                                       | 17                                       | 2676                                     | 2530                                     | +146                                     | -                                        | 32e de finale                            | Philippe Namyst                          |
| 2016-2017                                | Nationale 1                              | 9e/18                                    | 51 pts                                   | 34                                       | 17                                       | 17                                       | 2698                                     | 2652                                     | +46                                      | Quarts de finale                         | 32e de finale                            | Sébastien Lambert                        |
| 2017-2018                                | Nationale 1                              | 5e/18                                    | 57 pts                                   | 34                                       | 23                                       | 11                                       | 2880                                     | 2673                                     | +207                                     | Vainqueur                                | 32e de finale                            | Sébastien Lambert                        |
| 2018-2019                                | Pro B                                    | 18e/18                                   | 21                                       | 34                                       | 7                                        | 27                                       | 2767                                     | 3022                                     | -255                                     | -                                        | 64e de finale                            | Sébastien Lambert                        |

| Saison    | Championnat | Championnat | Championnat    | Championnat       | Coupe de France | Entraîneur        |
| Saison    | Niveau      | 1re phase   | 2e phase       | 3e phase          | Coupe de France | Entraîneur        |
| --------- | ----------- | ----------- | -------------- | ----------------- | --------------- | ----------------- |
| 2019-2020 | Nationale 1 | 1er         | arrêt Covid-19 | /                 | 64e de finale   | Sébastien Lambert |
| 2020-2021 | Nationale 1 | 4e          | arrêt Covid-19 | /                 | 64e de finale   | Sébastien Lambert |
| 2021-2022 | Nationale 1 | 5e          | 7e             | Tour préliminaire | 16e de finale   | Sébastien Lambert |
| 2022-2023 | Nationale 1 | 2e          | 2e             | 8e de finale      | 32e de finale   | Moatassim Rhennam |
| 2023-2024 | Nationale 1 | 3e          | 2e             | quart de finale   | 32e de finale   | Moatassim Rhennam |
| 2024-2025 | Pro B       |             |                |                   |                 | Moatassim Rhennam |

## Structures du club

### Identité et image

#### Noms et logos
| Jeanne d'Arc Chartres | Jeanne d'Arc Chartres | Jeanne d'Arc Chartres | Jeanne d'Arc Chartres | Jeanne d'Arc Chartres | Jeanne d'Arc Chartres |  |  | CS Mainvilliers (1987-1998)       | CS Mainvilliers (1987-1998)       | CS Mainvilliers (1987-1998)       | CS Mainvilliers (1987-1998)       | CS Mainvilliers (1987-1998)       | CS Mainvilliers (1987-1998)       |  |  | SCL Barjouville (1977-1998)   | SCL Barjouville (1977-1998)   | SCL Barjouville (1977-1998)   | SCL Barjouville (1977-1998)   | SCL Barjouville (1977-1998)   | SCL Barjouville (1977-1998)   |  |  |  |  |  |  |  |  |  |  |  |  |  |  |
| Jeanne d'Arc Chartres | Jeanne d'Arc Chartres | Jeanne d'Arc Chartres | Jeanne d'Arc Chartres | Jeanne d'Arc Chartres | Jeanne d'Arc Chartres |  |  | CS Mainvilliers (1987-1998)       | CS Mainvilliers (1987-1998)       | CS Mainvilliers (1987-1998)       | CS Mainvilliers (1987-1998)       | CS Mainvilliers (1987-1998)       | CS Mainvilliers (1987-1998)       |  |  | SCL Barjouville (1977-1998)   | SCL Barjouville (1977-1998)   | SCL Barjouville (1977-1998)   | SCL Barjouville (1977-1998)   | SCL Barjouville (1977-1998)   | SCL Barjouville (1977-1998)   |  |  |  |  |  |  |  |  |  |  |  |  |  |  |
|                       |                       |                       |                       |                       |                       |  |  |                                   |                                   |                                   |                                   |                                   |                                   |  |  |                               |                               |                               |                               |                               |                               |  |  |  |  |  |  |  |  |  |  |  |  |  |  |
|                       |                       |                       |                       |                       |                       |  |  | UB Grand Chartres (1998-2004)     |                                   |                                   |                                   |                                   |                                   |  |  |                               |                               |                               |                               |                               |                               |  |  |  |  |  |  |  |  |  |  |  |  |  |  |
|                       |                       |                       |                       |                       |                       |  |  |                                   |                                   |                                   |                                   |                                   |                                   |  |  |                               |                               |                               |                               |                               |                               |  |  |  |  |  |  |  |  |  |  |  |  |  |  |
|                       |                       |                       |                       |                       |                       |  |  |                                   |                                   |                                   |                                   |                                   |                                   |  |  |                               |                               |                               |                               |                               |                               |  |  |  |  |  |  |  |  |  |  |  |  |  |  |
|                       |                       |                       |                       |                       |                       |  |  |                                   |                                   |                                   |                                   |                                   |                                   |  |  |                               |                               |                               |                               |                               |                               |  |  |  |  |  |  |  |  |  |  |  |  |  |  |
|                       |                       |                       |                       |                       |                       |  |  | UB Chartres Métropole (2004-2018) | UB Chartres Métropole (2004-2018) | UB Chartres Métropole (2004-2018) | UB Chartres Métropole (2004-2018) | UB Chartres Métropole (2004-2018) | UB Chartres Métropole (2004-2018) |  |  | SCL Barjouville (depuis 2004) | SCL Barjouville (depuis 2004) | SCL Barjouville (depuis 2004) | SCL Barjouville (depuis 2004) | SCL Barjouville (depuis 2004) | SCL Barjouville (depuis 2004) |  |  |  |  |  |  |  |  |  |  |  |  |  |  |
|                       |                       |                       |                       |                       |                       |  |  | UB Chartres Métropole (2004-2018) | UB Chartres Métropole (2004-2018) | UB Chartres Métropole (2004-2018) | UB Chartres Métropole (2004-2018) | UB Chartres Métropole (2004-2018) | UB Chartres Métropole (2004-2018) |  |  | SCL Barjouville (depuis 2004) | SCL Barjouville (depuis 2004) | SCL Barjouville (depuis 2004) | SCL Barjouville (depuis 2004) | SCL Barjouville (depuis 2004) | SCL Barjouville (depuis 2004) |  |  |  |  |  |  |  |  |  |  |  |  |  |  |
|                       |                       |                       |                       |                       |                       |  |  | C' Chartres BM (depuis 2018)      |                                   |                                   |                                   |                                   |                                   |  |  |                               |                               |                               |                               |                               |                               |  |  |  |  |  |  |  |  |  |  |  |  |  |  |

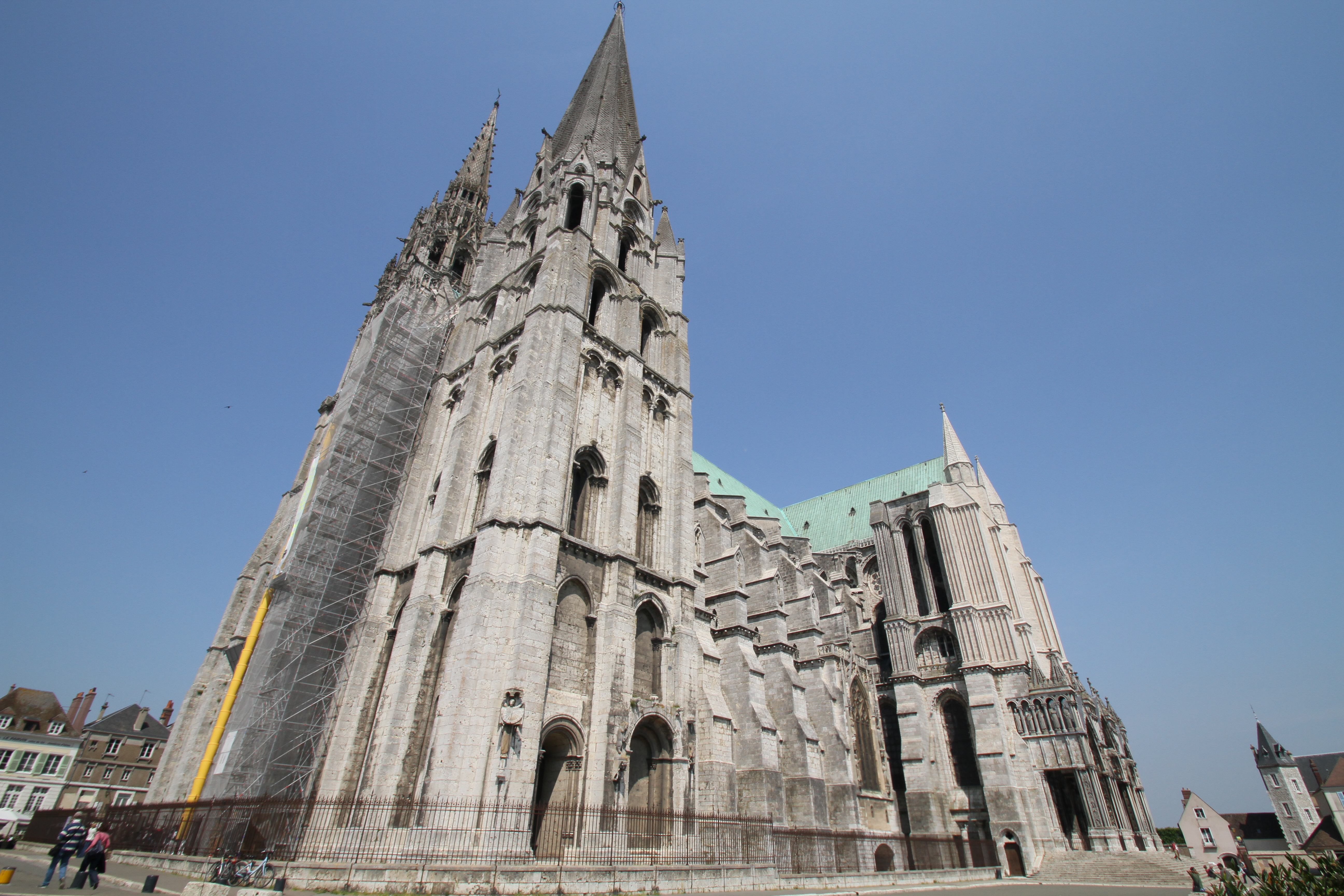
Notre-Dame de Chartres représenté sur le logo.

En 1998, l’association Jeanne d'Arc de Chartres, le Sports-Culture-Loisirs de Barjouville et le Club Sportif de Mainvilliers s'unissent sous le nom d'« Union Basket Grand Chartres ». En 2004, le SCL Barjouville quitte l'UBCG, qui devient l'« Union Basket Chartres Métropole ».
En avril 2018, la municipalité chartraine impose une identité commune aux principaux clubs de la ville évoluant au niveau national dans les sports collectifs, en déclinant sa marque territoire « C' Chartres ». Les changements vont au-delà de l'appellation des associations. Les clubs doivent également adopter un nouveau logo adapté à chaque discipline et une couleur dominante pour leur maillot : le bleu de Chartres, un bleu clair. L'UBCM devient le « C' Chartres basket masculin ».
Le logotype de l'Union Basket Chartres Métropole se compose d'un écu aux contours bleu dans lequel est écrit en haut le nom de la ville de Chartres en majuscule. Au bas, un ballon de basket-ball orange est cerclé de bleu reliant les initiales « UBCM ». Au milieu, les contours de la cathédrale Notre-Dame de Chartres sont visibles en bleu et vert d'eau. Sur la droite une courbe orange et trois formes d'épillet à son sommet rappellent un épi de blé, culture répandue en Eure-et-Loir. Lors du renommage en 2018, le club se voit imposer le logo de la marque territoire « C' Chartres » adapté à sa discipline par la municipalité chartraine. Ainsi le « C' » bleu ciel au-dessous duquel est écrit « Chartres » en bleu foncé se voient respectivement greffé à droite « BM » et « basket ».

C' Chartres BM (depuis 2018)

#### Historique des couleurs
L'Union Basket Chartres Métropole utilise les couleurs de la communauté d'agglomération Chartres Métropole, à savoir le bleu, le orange et le blanc. En fonction des saisons, le maillot et le short à domicile sont à majorité bleu avec les détails blanc ou orange, ou à dominante blanc. De même pour la tenue extérieur qui alternent entre bleu, blanc et noir.
En 2018-2019, à la suite du renommage en C' Chartres BM et la montée en Pro B, le club évolue avec des jeux de maillots bleu ciel à domicile et blanc à l'extérieur, sur lesquels sera floqué le nom des joueurs.

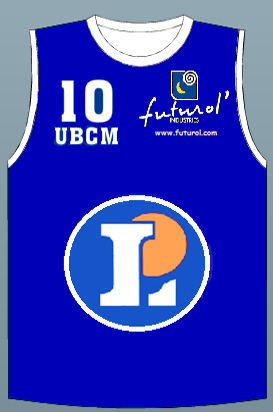
Maillot domicile 2010-2011
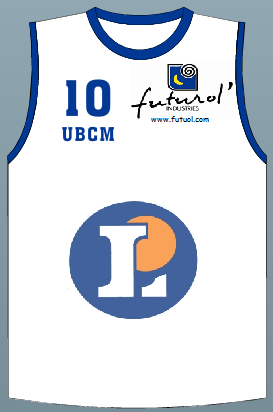
Maillot extérieur 2010-2011

### Aspects juridiques et économiques

#### Statut du club et des joueurs
| \| Chartres \| Le club est basé à Chartres. |
| Chartres                                    |

L'Union Basket Chartres Métropole est fondée en 1998 en tant que club sportif, régi par la loi sur les associations établie en 1901. Le club est affilié à la Fédération française de basket-ball. Il appartient de plus à la Ligue du Centre de basket-ball et au Comité d'Eure-et-Loir.
Les joueurs sont juridiquement sportifs amateurs jusqu'en juillet 2018 et le passage au professionnalisme. Les joueurs se retrouvent à partir de cette date salariés du club et sont rémunérés sur la base d'un contrat. En 2016, le club souhaite professionnaliser ses éducateurs et, sur la dizaine qui compose le club, il est souhaité que deux deviennent salariés. En 2017-2018, à l'exception des joueurs et des deux entraîneurs, l'UB Chartres fonctionne encore comme une structure amateure, avec seulement deux salariés : le manageur Milan Vasić et Nicolas Bourgeois responsable de l'école de basket. Avec le montée en Pro B, Le club engage une chargée de communication et une assistante administrative. Concernant le sportif, l'assistant-coach de Sébastien Lambert, Guillaume Le Pape, passe salarié à plein-temps.

#### Sponsors et équipementiers
En 2017-2018, l'équipementier est la marque américaine Spalding.
Les principaux sponsors sont Ford, Suez, Harmonie Mutuelle et E.Leclerc, tous présents sur le maillot.

#### Éléments comptables
En 2014-2015, l'UB compte un budget de 900 000 € en équilibre entre fonds publics (dont 430 000 € de la mairie) et privés (le club compte alors 70 sponsors). La masse salariale est alors de 450 000 €, soit 50 % du budget.
En 2016-2017, le budget monte à 1,1 M€. En 2017-2018, il est maintenu à un million d'euro. Avec le montée en Pro B, il est de 1,6 M€,. Avec 700 000 euros supplémentaires - 400 000 des pouvoirs publics et environ 300 000 de partenaires privés -, Chartres se situe parmi les plus petits budgets de la ProB.
| Saison   | 2014-2015   | 2015-2016   | 2016-2017   | 2017-2018   | 2018-2019 | 2019-2020 |
| -------- | ----------- | ----------- | ----------- | ----------- | --------- | --------- |
| Budget   | 900 k€      |             | 1,1 M€      | 1 M€        | 1,6 M€    | 1,4 M€    |
| Division | Nationale 1 | Nationale 1 | Nationale 1 | Nationale 1 | Pro B     | N1        |

### Salles

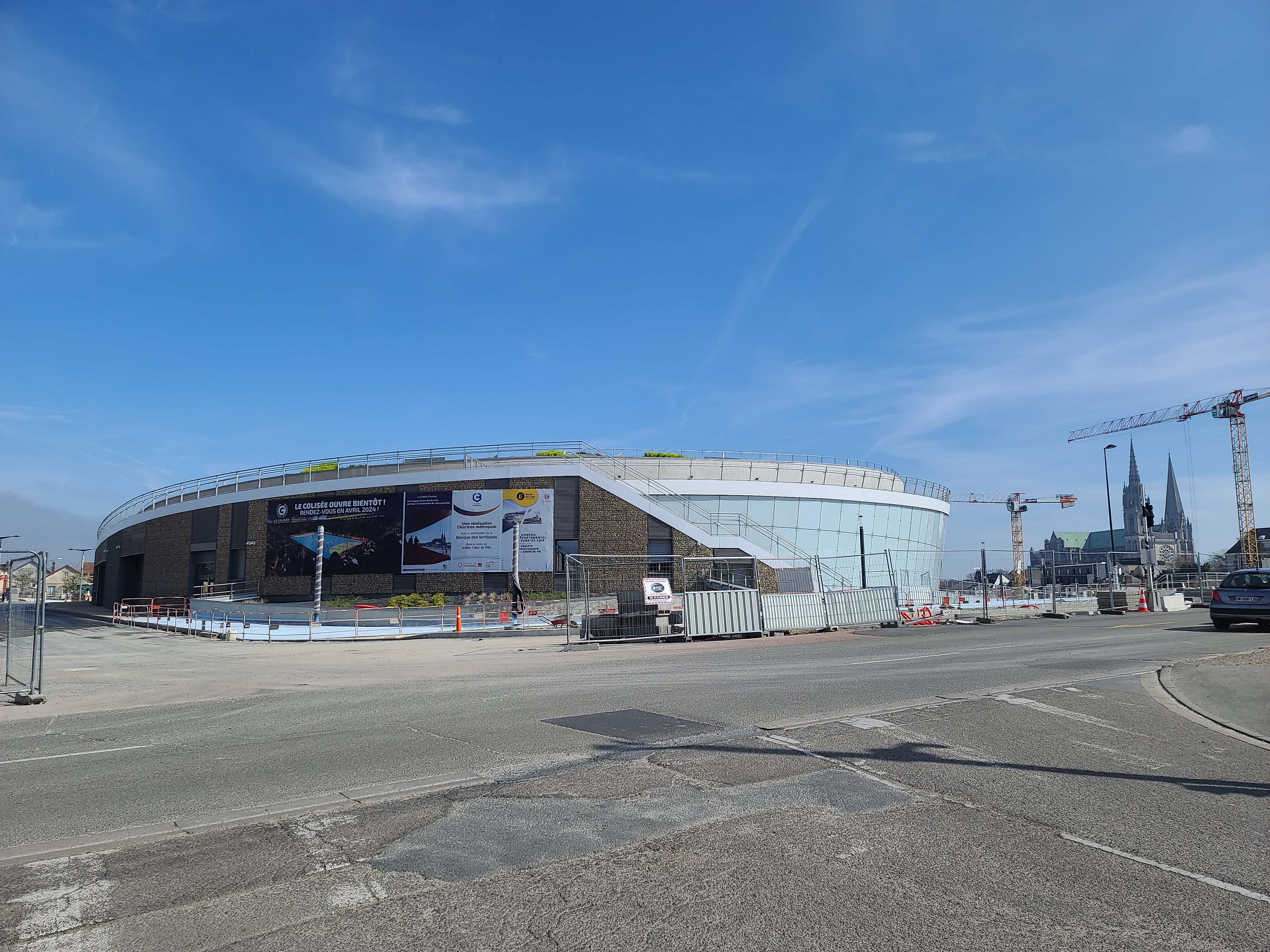
Le Colisée accueille les matchs du club depuis 2024.

L'équipe fanion de l'Union Basket Chartres Métropole joue ses matchs à domicile dans le complexe du Colisée, une grande salle de 4 186 places assises, au cœur de la ville. L'équipe jouait précédemment à la Halle Jean-Cochet situé dans la périphérique à l'Est de Chartres dans le département Eure-et-Loir (28). Cet équipement dispose d'un sol en parquet et compte 1 200 places en tribune.
Avec la montée en Pro B en 2018, la salle doit être aménagée selon le cahier des charges de la Fédération française de basket-ball : avec un marquage unique et les paniers fixés au sol. Les travaux à prévoir sont peu élevés, la halle Jean-Cochet ayant été rafraîchie lors de la montée en première division du Chartres Métropole Handball 28 en 2015.
Depuis avril 2024, comme l'équipe de handball et de basket-ball féminine, l'équipe-première du club évolue au Colisée, une grande salle de 4 186 places assises.

Les autres équipes du club évoluent aussi à la Halle ou dans la salle Jeanne-d'Arc.

## Personnalités du club

### Présidents
| Période   | Président          |
| --------- | ------------------ |
| 1998-2003 | Jean-Pierre Gouyer |
| 2003-2017 | Jean-Léon Piat     |
| 2017-...  | Anthony Hermeline  |

Le premier président de l'UB Grand Chartres est Jean-Pierre Gouyer.
Jean-Léon Piat est président de l'Association Jeanne d'Arc de Chartres, club fondateur de l'UBCM, entre 1981 et 1990 puis de 1995 à 2014 (ne pouvant cumuler avec l'UBCM). À partir de 1998, il devient d'abord vice-président de l'Union Basket Grand Chartres (UBGC) rassemblant la JA, Barjouville (sorti en 2003 de l'Union) et Mainvilliers. Il devient président de l'UB Chartres Métropole à partir de 2003. Début 2017, cet ancien artisan à la retraite estime avoir fait son temps à la tête de l’UB Chartres et décide de passer la main.
Anthony Hermeline est élue nouveau président de l'UB Chartres Métropole par le comité directeur. Il occupe jusqu'ici le poste de vice-président de l'UBCM.

### Entraineurs
| Période     | Entraineurs       |
| ----------- | ----------------- |
| 1998-2002   | n.c.              |
| 2002-2012   | Zoran Durdevic    |
| 2012-2014   | Raphaël Gaume     |
| 2014-2016   | Philippe Namyst   |
| 2016-2022   | Sébastien Lambert |
| depuis 2022 | Moatassim Rhennam |

Zoran Durdevic arrive en France en 1995, depuis sa Yougoslavie natale. Basé à Pouillé, dans le Loir-et-Cher, il entraîne deux saisons le club de Vineuil. De 2002 à 2012, Durdevic est engagé comme entraîneur de l'UB en CDI, chose regretté lorsqu'il est écarté en 2012. La ville de Chartres impose ce type de contrat pour avoir des aides supplémentaires. Durdevic reste onze saisons à l'UB Grand Chartres, puis Chartres Métropole. « J'ai pris cette équipe alors en Nationale 3, puis nous sommes redescendus en régional où nous sommes restés deux ans. Nous avons reconstruit l'équipe et nous sommes remontés en N3 où nous sommes restés quelques années. Enfin, nous avons accédé à la N2 puis à la N1 dans la foulée » se présente-t-il en janvier 2012. En dix ans, il obtient donc trois montées et fait monter le club au plus haut niveau alors jamais connu. Au terme de la saison 2011-2012, le comité directeur de l'UB décide de se séparer de son manager général pour des problèmes relationnels,.
Raphaël Gaume, ancien assistant en Pro A et Pro B, est nommé comme successeur de l'ex-Yougoslave. Il s'engage pour deux ans. L'objectif est alors de monter, à moyen terme, en Pro B. Après un onzième place en 2012-2013, l'équipe ne doit son maintien la saison suivante qu'à la fusion entre deux clubs du championnat. Le contrat de Gaume n'est pas prolongé.
En juin 2014, Philippe Namyst devient le nouvel entraîneur chartrain et s'engage pour deux saisons. Il est auparavant élu meilleur coach de NM1 deux fois : avec Lille en 2008-2009, et Orchies en 2012-2013, deux clubs qu'il fait monter en Pro B. Namyst réussit à mener le club à la 5e place de la saison régulière et, pour la première fois de son histoire du club, au Final Four de NM1. La seconde saison connaît un début poussif (13 journées en tant que relégable sur les 16 premières). Après avoir remonté la pente en terminant 10e à une victoire des play-offs, le club et son manager se quittent d'un commun accord.
Sébastien Lambert arrive en 2016 sur le banc de l'UBCM. Entraîneur de Saint-Quentin pendant presque trois ans (de février 2011 à décembre 2014), il réussit à faire remonter le SQBB en Pro B en 2012 puis a ensuite remporté 40 matchs de Pro B sur 88 en deux ans et demi. Retiré du banc pour devenir coordinateur sportif du club de l'Aisne fin 2014, Lambert souhaitait retrouver un banc d'entraîneur. Avec un effectif revu à 80 %, Lambert et son équipe achèvent leur première saison avec une place en play-offs (9e). Au terme de la saison 2017-2018, l'équipe termine cinquième, remporte les play-offs et monte en Pro B. Sébastien Lambert arrivant en fin de contrat en juin 2018, une prolongation lui est proposée.
Moatassim Rhennam quitte alors le club de Lyon SO pour rejoindre Chartres, où il vise la montée en Pro B. Franco-Marocain, Rhennam débute à l’ADA Blois avant d’intégrer le pôle espoir de Tours puis le centre de formation du Paris Saint-Germain omnisports. Moatassim Rhennam connaît une modeste carrière de joueur, au plus haut niveau en Nationale 2, passant par Challans et Agen notamment, avant de se stabiliser à Aubenas. Il connaît toutefois quelques sélections avec l’équipe du Maroc dans les années 1990 avec une Coupe d'Afrique des Nations disputée en Égypte.

### Joueurs emblématiques
Le premier joueur réputé qui intègre l'UB Chartres Métropole est l'international serbo-monténégrin Milan Vasić, qui arrive en 2007. Arrivé en Nationale 3, le Yougoslave devient capitaine au bout de six mois. Au terme de sa troisième saison, il connaît deux montées consécutive avec le club : celle en Nationale 2 en 2010 puis celle en Nationale 1 l'année suivante.  Vasić prend sa retraite sportive à la fin de la saison 2012-2013 et devient manager général du club.
Plusieurs joueurs passent un nombre important de saisons au club. Gautier Lemon arrive en 2007 et reste dix ans au club, vivant les montées de N3 en N1. En 2009, le Serbe Ljubomir Avramovic et Guillaume Merie intègre l'UBCM avant de partir respectivement en 2013 et 2014.
International français des moins de 20 ans, Michel Ipouck joue à Chartres de 2011 à 2013. C’est lors de son passage au club qu'il intègre l'équipe A du Cameroun. Lors de la saison 2013-2014, les internationaux sénégalais Malick Badiane et portugais Arnette Hallman évoluent à l'UBCM. De 2014 à 2016, l'ex-international français des moins de 18 ans Olivier Gouez joue à Chartres. Bleuet chez les moins de 16 ans, Jonathan Leria y évolue pour la saison 2014-2015.
En 2016, Harry Disy s'engage pour deux saisons avec Chartres. Il est auparavant international français des moins de 18 ans. À partir de 2016, Olivier Romain, international jeunes à plusieurs reprises, et Kevin Bichard font leur arrivée à Chartres. Au bout d'une saison, Bichard est promu capitaine et participe à la montée du club en Pro B. En 2017, c'est Anthony Racine, bleuet U16 qui intègre l'équipe chartraine. En 2018, un an après avoir obtenu la médaille de bronze au championnat d'Europe des moins de 20 ans 2017 avec la France, Stéphane Gombauld intègre le club renommé C' Chartres.
Pour son année en Pro B 2018-2019, le CCBM accueille des joueurs de renom tel que Gombauld mais aussi des étrangers comme le Britannique Maurice Walker et l'Américain Jaysean Paige. En 2019, l'Italien Adam Sollazzo et Zane Knowles des Bahamas renforcent le groupe pour quelques mois.
Catégorie:Joueur du C' Chartres Basket Masculin

## Autres équipes

### Équipe réserve
| Période   | Division             | Nv  |
| --------- | -------------------- | --- |
| 1998-2006 | Départementale       | ... |
| 2006-2007 | Pré-régionale        | 8   |
| 2007-2008 | ERM2                 | 7   |
| 2008-2012 | ERM1 (pré-nationale) | 6   |
| 2012-2013 | Nationale 3          | 5   |
| 2013-...  | Pré-nationale        | 6   |

Lors de la saison 2005-2006, l'équipe réserve du club est sacrée championne d'Eure-et-Loir et est promue en pré-régionale. Dès l'exercice suivant, elle s'adjuge le titre régional et accède en ERM2[Quoi ?]. En 2007-2008, la réserve monte en ERM1[Quoi ?] (ancienne pré-nationale). L'équipe s'y maintient trois saisons. Au terme de l'exercice 2011-2012, l'équipe B du club obtient son accession dans le Nationale 3 mais ne parvient pas à s'y maintenir la saison suivante.

À partir de la saison 2016-2017, toutes les équipes (des jeunes à l'équipe réserve) sont réunies sous les couleurs de l'UBCM.

### Équipes jeunes
Durant la Seconde Guerre mondiale, la saison 1941-1942 reprend avec une compétition inter-clubs. Chez les jeunes, le Stade français s’adjuge le titre de la zone occupée aux dépens de la JA Chartres (34-24).
Lors de la fusion et la fondation de l'UBCM, une seule équipe de jeunes est engagée en cadet pour la saison 1998-1999.
Pour la saison 2016-2017, l'UBCM est représenté dans toutes les catégories, jeunes et séniors, dans les compétitions départementales, régionales et nationales. À partir de cet exercice, toutes les équipes sont réunies sous les couleurs de l'UBCM,. En 2017-2018, les jeunes du club sont présents dans toutes les catégories et dans toutes les compétitions (départementales, régionales et nationales).

## Dans la culture populaire

### Supporters
Une mascotte est présente depuis les débuts du club lors des matchs à domicile mais ne fait que des apparitions épisodiques. En mars 2015, le projet est relancé par le président Piat. La dénommée « Dunky » représente à un renard se tenant debout, habillé de la tenue du club avec un chapeau et des chaussures bleus.
Un groupe de jeunes pom-pom girls, les « Dunky girls », intervient aussi à domicile lors des pauses. Le projet est lancé à la suite d'une blague du président Jean-Léon Piat. Fin 2014, la responsable se souvient : « je l'ai prise au mot, j'ai débuté avec deux filles. Maintenant, la troupe est composée de 19 jeunes filles, de 6 à 16 ans ».
Un club de supporteurs existe : les « Bluefoxs ». Présents à chaque match depuis la saison 2012, ils sont les premiers supporters des basketteurs chartrains. Créé lors de la saison 2012-2013, le groupe prend une autre dimension lors de la saison 2015-2016, passant de quarante-cinq à quatre-vingt-sept membres, présents non seulement lors des rencontres à domicile (des places leur sont réservées dans la tribune) mais aussi lors de quelques déplacements. Les membres bénéficient de réductions sur les abonnements, le prix des billets et à la boutique de l'UBCM ainsi que de la possibilité d'assister à deux séances d'entraînement et de dialoguer avec les joueurs et le coach.
En 2017, un second club de supporters voit le jour : les « Fous Chartrains ». Tous bénévoles du club, les membres souhaitent proposer autre chose que les Bluefoxs sans entrer en concurrence, comme des retransmissions en direct des matchs à l'extérieur.

### Relations avec les médias
Comme la commune de Chartres, le club est couvert par l'Écho républicain.